# Herb Otwocka
Herb Otwocka – jeden z symboli miasta Otwock w postaci herbu.

## Wygląd i symbolika
Herb jest dwupolowy. W prawym polu czerwonym (kolejność heraldyczna, tj. odwrócona), znajduje się prawa połowa białego, jednogłowego orła w złotej koronie, ze złotymi szponami i dziobem, zwróconego w prawo (tak jak w Godle Polski). W lewym polu żółtym znajduje się połowa szarego kielicha, z którego wypełza zielona żmija zwrócona w lewą stronę. Tarcza herbowa ma złotą bordiurę. Nad nią znajduje się złota korona z jedenastoma białymi kamieniami.

## Historia

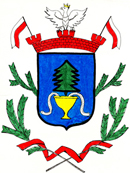
Stary herb Otwocka z 1916

7 sierpnia 1916 radny Edward Kasperowicz przedstawił Radzie Miejskiej dwa projekty herbu miasta. Stanowisko Rady Miejskiej w tej kwestii ograniczyło się do postanowienia, aby o wyborze herbu zadecydował sam Kasperowicz. Wybrany herb miał tło tarczy koloru błękitnego z sosną pośrodku i ze złotym kielichem, z którego wypełzają dwa białe węże. Tarcza herbowa była otoczona z trzech stron gałązkami sosnowymi, z czwartej od góry - emblematami miejskimi, trzema basztami z orłem białym na środkowej baszcie i dwoma narodowymi sztandarami na basztach bocznych. Herb występuje na pieczęciach miejskich do 1927. Nowy herb autorstwa artysty plastyka Józefa Toma został zatwierdzony przez Radę Miejską 2 sierpnia 1926, a przez wojewodę warszawskiego 16 maja 1927. Herb ten powstał z połączenia dawnego herbu województwa warszawskiego i godła medycyny. Od 1927 roku herb ten jest symbolem Otwocka i figuruje na pieczęciach.